# ياروسلاف سيفرت

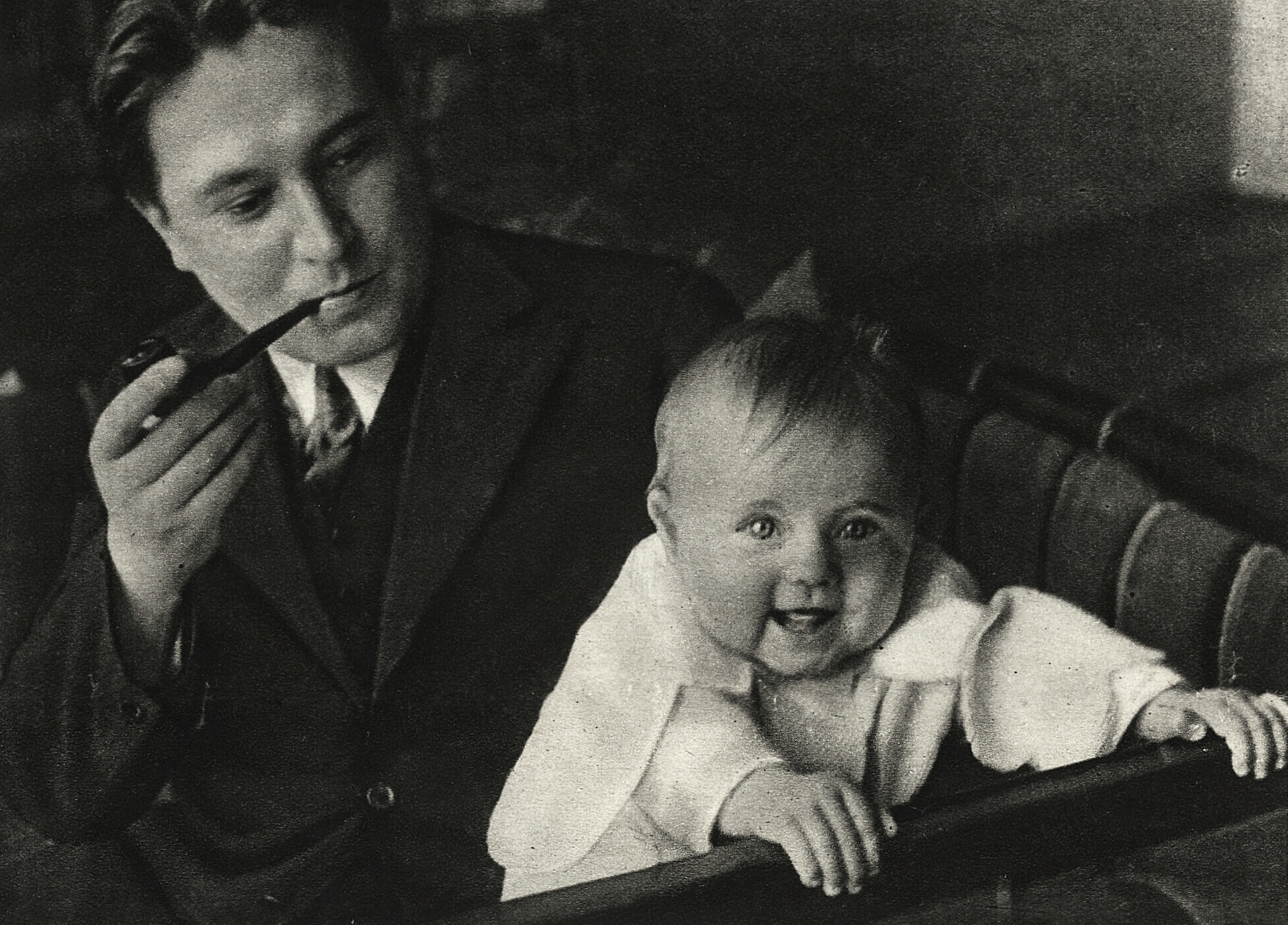
ياروسلاف سيفرت مع ابنته جانا ، 1931

ياروسلاف سيفرت (23 سبتمبر 1901 وتوفي 10 يناير 1986). أديب وشاعر تشيكي حصل على جائزة نوبل في الأدب لسنة 1984، ووفقا لموقع جائزة النوبل الرسمي فقد حصل على الجائزة: 

## روابط خارجية
- ياروسلاف سيفرت على موقع IMDb (الإنجليزية)
- ياروسلاف سيفرت على موقع الموسوعة البريطانية (الإنجليزية)
- ياروسلاف سيفرت على موقع مونزينجر (الألمانية)
- ياروسلاف سيفرت على موقع ميوزك برينز (الإنجليزية)
- ياروسلاف سيفرت على موقع إن إن دي بي (الإنجليزية)
- ياروسلاف سيفرت على موقع أول ميوزيك (الإنجليزية)
- ياروسلاف سيفرت على موقع ديسكوغز (الإنجليزية)
- ياروسلاف سيفرت على موقع قاعدة بيانات الفيلم (الإنجليزية)